# Ordfront förlag
Ordfront förlag är ett svenskt bokförlag och ger ut cirka 30 nya böcker per år och fem till tio vuxenserier under namnet Galago (se tidskrifter ovan). Bland svenska författare kan nämnas John Ajvide Lindqvist, Henning Mankell, Göran Greider, Kjell Eriksson, Gellert Tamas, Lasse Berg, Katarina Bjärvall, Göran Lundin, Zac O'Yeah, Kalle Dixelius och bland utländska Noam Chomsky, Susan Nathan, Naomi Klein, John Pilger, Arundhati Roy, Tariq Ali, Ian McEwan och Wisława Szymborska.
På förlagets webbplats finns ett stort antal sidor för utgivna författare med foto och information.
Förlaget ägdes inledningsvis av föreningen Ordfront. Därefter ägdes det av Alfabeta bokförlag. I mars 2022 övertog Ordfronts VD Pelle Andersson Ordfront förlag tillsammans med företaget Introvert Kapital.

## Bokfront
I Ordfronts bokklubb Bokfront presenteras böcker från Ordfront förlag.

## Ordfronts demokratipris
Föreningen Ordfront utser varje år en demokratipristagare. Pristagarna sedan starten 1993 är (paus 2012–2013): 
- 1993: Journalisten Margareta Norlin
- 1994: Fackklubbarna vid Monark i Varberg
- 1995: Journalisten Jesús Alcalá
- 1996: Åseleborna och Ingrid Segerstedt Wiberg
- 1997: Ambulansförarna Susanne Trygg, Dick Tornefjäll och Peter Wärnberg
- 1998: Juristen Madeleine Leijonhufvud
- 1999: Riksorganisationen för kvinnojourer i Sverige
- 2000: Fotografen Elisabeth Ohlson och rektorn Ulla Löfgren
- 2001: Ungdomsgruppen LAVA på Kulturhuset, Stockholm
- 2002: Författare och debattören Göran Greider och författare och forskaren Bengt Nerman
- 2003: Peter Althin, Göran Högberg, Bengt-Göran Johansson, Tuva-Stina Lindén och Dick Sundevall
- 2003: Pipo och Pippi på den blå planeten skratta Marlies Veldhuijzen van Zanten-Hyllner
- 2004: Kickis Åhre Älgamo och Breen Atroshi
- 2005: Flyktinggruppernas och Asylkommittéernas Riksråd (FARR) och nätverket Ingen människa är illegal
- 2006: Åke Dansk, fackligt aktiv metallarbetare från Sandviken
- 2007: Juno Blom, jämställdhetshandläggare och utbildare
- 2008: Åke Nyström, ungdomssamordnare i Mora kommun och föreningen IOGT-NTO.
- 2009: Fredsnätverket Ofog.
- 2010: Ship to Gaza, ordförande Mattias Gardell.
- 2011: Elkouria Amidane, demokratiaktivist från Västsahara som lever i exil i Sverige och KG Hammar, f.d. ärkebiskop i Svenska kyrkan
- 2014: Edward Snowden
- 2015: Läkare i världen
- 2016: Refugees Welcome Sweden
- 2017: Sollefteå BB-ockupationen
- 2018: Linnea Axelsson
- 2019 och 2020: Sara Mardini och Séan Binder
- 2021: Arne Müller
- 2022: Föreningen For The People
- 2023: Susanna Wolk